# Nova Widianto
Nova Widianto (født 10. oktober 1977 i Klaten) er en indonesisk badmintonspiller. Hans største internationale resultat var da han repræsenterede Indonesien under Sommer-OL 2008 i Beijing, Kina og og vandt sølv sammen med Lilyana Natsir. 